# Falta (psicanálise)
Na filosofia psicanalítica de Jacques Lacan, falta ( em francês:  manque   ) é um conceito que está sempre relacionado ao desejo . Em seu seminário Le transfert (1960-61), ele afirma que a falta é o que faz surgir o desejo.

## Tipos de falta
Lacan primeiro designou uma falta de ser : o que se deseja é o próprio ser. "O desejo é uma relação do ser com a falta. A falta é a falta de ser propriamente falando. Não é a falta disto ou daquilo, mas a falta de ser pela qual o ser existe" (Seminário: O Ego na Teoria de Freud e na Técnica de Psicanálise ). Em "A direção do tratamento e os princípios de seu poder" ( Escritos ) Lacan argumenta que o desejo é a metonímia da falta de ser ( manque à être ): a falta de ser do sujeito está no cerne da experiência analítica e é o próprio campo em que se desdobra a paixão do neurótico . Nos "Comentários Orientadores para uma Convenção sobre Sexualidade Feminina" Lacan contrasta a falta de estar relacionado ao desejo com a falta de ter ( manque à avoir ) que ele relaciona à demanda .
A partir de seu seminário La relationship d'objet, Lacan distingue três tipos de falta, de acordo com a natureza do objeto que falta. A primeira é a Castração Simbólica e seu objeto relacionado é o Falo Imaginário ; a segunda é a Frustração Imaginária e seu objeto relacionado é o Peito Real ; o terceiro tipo de falta é a Privação Real e seu objeto relacionado é o Falo Simbólico . Os três agentes correspondentes são o Pai Real, a Mãe Simbólica e o Pai Imaginário. Dessas três formas de carência, a castração é a mais importante do ponto de vista da cura.
É em La relationship d'objet que Lacan introduz o símbolo algébrico do Outro barrado, e a falta passa a designar a falta do significante no Outro. Então a relação do sujeito com a falta do significante no Outro, designa o significante de uma falta no Outro. Não importa quantos significantes se acrescentem à cadeia significante, ela é uma cadeia sempre incompleta, sempre falta o significante que poderia completá-la. Esse significante ausente é então constitutivo do sujeito.

## Falta de falo
A versão simbólica do falo, um símbolo fálico, destina-se a simbolizar os poderes geradores masculinos. De acordo com a teoria da psicanálise de Sigmund Freud, enquanto os homens possuem um pênis, ninguém pode possuir o falo simbólico. Os Escritos de Jacques Lacan incluem um ensaio intitulado A significação do falo que articula a diferença entre "ser" e "ter" o falo. Os homens são posicionados como homens na medida em que são vistos como tendo o falo. As mulheres, não tendo o falo, são vistas como "sendo" o falo. O falo simbólico é o conceito de ser o homem supremo, e ter isso é comparado a ter o dom divino de Deus,. 
Em Gender Trouble (1990), Judith Butler explora as discussões de Freud e Lacan sobre o falo simbólico ao apontar a conexão entre o falo e o pênis. Ela escreve: "A lei exige conformidade com sua própria noção de 'natureza'. Ela ganha sua legitimidade através da naturalização binária e assimétrica de corpos em que o falo, embora claramente não idêntico ao pênis, desdobra o pênis como seu instrumento e signo naturalizado” (135). Em Corpos que importam, ela explora ainda mais as possibilidades do falo em sua discussão sobre o falo lésbico. Se, como ela observa, Freud enumera um conjunto de analogias e substituições que afirmam retoricamente a transferibilidade fundamental do falo para o pênis noutro lugar, então muitas outras coisas podem substituir o falo (62).

## Crítica
No Anti-Édipo, Gilles Deleuze e Félix Guattari postulam que o desejo não nasce da falta, mas é uma força produtiva ( desejando-produção ) em si.